# Stanisław Adamski
Stanisław Adamski (* 12. April 1875 in Grünberg in der Gemeinde Obersitzko, Kreis Samter, Provinz Posen; † 12. November 1967 in Kattowitz, Volksrepublik Polen) war Bischof von Kattowitz und polnischer Politiker der Zweiten Polnischen Republik.

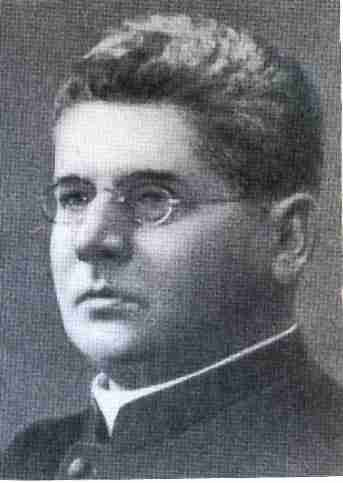
Stanisław Adamski

## Leben
Am 12. November 1899 zum Priester geweiht, war er schon früh politisch tätig und saß ab 1904 im Stadtparlament von Posen. In der Zeit des Großpolnischen Aufstandes 1918–1919 war er Leiter des Obersten Volksrats in Posen. In den Jahren 1919–1922 war er Sejm-Abgeordneter (poln.: poseł), später 1922 bis 1927 Senator und 1924 bis 1927 Geschäftsführer der Unia Związków Spóldzielczych. Er war mehrere Jahre Direktor der Posener Bücherei Św. Wojciech. Ab 1929 leitete er die Akcja Katolicka.
Am 2. September 1930 wurde er von Papst Pius XI. zum Bischof von Kattowitz ernannt. Konsekriert wurde er am 26. Oktober 1930 durch den Erzbischof von Gnesen-Posen August Kardinal Hlond; Mitkonsekratoren waren der Weihbischöfe in Gnesen-Posen Anton Laubitz und Walenty Dymek.
Nach dem deutschen Überfall auf Polen wurde er 1941 ausgewiesen und konnte erst 1945 in sein Bistum zurückkehren. In dieser Zeit wurde er durch die zur deutschen Volksgruppe gehörenden Generalvikare Franz Strzyz († 1942) und Franz Wosnitza vertreten. Mit Wosnitza verband ihn auch nach dem Ende des Zweiten Weltkriegs ein Vertrauensverhältnis.
Eine Woche nach der Kapitulation der deutschen Wehrmacht forderte Bischof Adamski am 15. Mai 1945 die Deutschen auf, Schlesien zu verlassen. Er half damit, den politischen Boden für die bald darauf einsetzende zwangsweise Ausweisung der Deutschen aus Schlesien vorzubereiten.
Er begann mit dem Neuaufbau religiösen Lebens in seinem Bistum, wurde aber 1952 von den polnischen Behörden aus dem Amt entfernt. Nach 1956
wurde sein Arbeiten eingeschränkt; auf Grund seines fortgeschrittenen Alters und schlechten Gesundheitszustands zog er sich zurück und verfasste zahlreiche Werke über die Katholische Soziallehre.